# Дубровський Борис Якович
Дубровський Борис Якович (8 жовтня 1939 — 14 серпня 2023) — російський академічний веслувальник.
Олімпійський чемпіон 1964 року в складі парної двійки.
Срібний призер Чемпіонату світу 1962 року в складі парної двійки.
Чемпіон Європи 1964 року в складі парної двійки, срібний призер 1965 року в складі парної двійки, бронзовий призер 1963 року в складі парної двійки.